# 1659
Portal Geschichte | Portal Biografien | Aktuelle Ereignisse | Jahreskalender | Tagesartikel

◄ |
16. Jahrhundert |
17. Jahrhundert
| 18. Jahrhundert | ►

◄ |
1620er |
1630er |
1640er |
1650er
| 1660er | 1670er | 1680er | ►

◄◄ |
◄ |
1655 |
1656 |
1657 |
1658 |
1659
| 1660 | 1661 | 1662 | 1663 | ► | ►►
Staatsoberhäupter  · Nekrolog   · Musikjahr
| Januar | Januar | Januar | Januar | Januar | Januar | Januar | Januar |
| Kw     | Mo     | Di     | Mi     | Do     | Fr     | Sa     | So     |
| ------ | ------ | ------ | ------ | ------ | ------ | ------ | ------ |
| 1      |        |        | 1      | 2      | 3      | 4      | 5      |
| 2      | 6      | 7      | 8      | 9      | 10     | 11     | 12     |
| 3      | 13     | 14     | 15     | 16     | 17     | 18     | 19     |
| 4      | 20     | 21     | 22     | 23     | 24     | 25     | 26     |
| 5      | 27     | 28     | 29     | 30     | 31     |        |        |

| Februar | Februar | Februar | Februar | Februar | Februar | Februar | Februar |
| Kw      | Mo      | Di      | Mi      | Do      | Fr      | Sa      | So      |
| ------- | ------- | ------- | ------- | ------- | ------- | ------- | ------- |
| 5       |         |         |         |         |         | 1       | 2       |
| 6       | 3       | 4       | 5       | 6       | 7       | 8       | 9       |
| 7       | 10      | 11      | 12      | 13      | 14      | 15      | 16      |
| 8       | 17      | 18      | 19      | 20      | 21      | 22      | 23      |
| 9       | 24      | 25      | 26      | 27      | 28      |         |         |

| März | März | März | März | März | März | März | März |
| Kw   | Mo   | Di   | Mi   | Do   | Fr   | Sa   | So   |
| ---- | ---- | ---- | ---- | ---- | ---- | ---- | ---- |
| 9    |      |      |      |      |      | 1    | 2    |
| 10   | 3    | 4    | 5    | 6    | 7    | 8    | 9    |
| 11   | 10   | 11   | 12   | 13   | 14   | 15   | 16   |
| 12   | 17   | 18   | 19   | 20   | 21   | 22   | 23   |
| 1    | 24   | 25   | 26   | 27   | 28   | 29   | 30   |
| 14   | 31   |      |      |      |      |      |      |

| April | April | April | April | April | April | April | April |
| Kw    | Mo    | Di    | Mi    | Do    | Fr    | Sa    | So    |
| ----- | ----- | ----- | ----- | ----- | ----- | ----- | ----- |
| 14    |       | 1     | 2     | 3     | 4     | 5     | 6     |
| 15    | 7     | 8     | 9     | 10    | 11    | 12    | 13    |
| 16    | 14    | 15    | 16    | 17    | 18    | 19    | 20    |
| 17    | 21    | 22    | 23    | 24    | 25    | 26    | 27    |
| 18    | 28    | 29    | 30    |       |       |       |       |

| Mai | Mai | Mai | Mai | Mai | Mai | Mai | Mai |
| Kw  | Mo  | Di  | Mi  | Do  | Fr  | Sa  | So  |
| --- | --- | --- | --- | --- | --- | --- | --- |
| 18  |     |     |     | 1   | 2   | 3   | 4   |
| 19  | 5   | 6   | 7   | 8   | 9   | 10  | 11  |
| 20  | 12  | 13  | 14  | 15  | 16  | 17  | 18  |
| 21  | 19  | 20  | 21  | 22  | 23  | 24  | 25  |
| 22  | 26  | 27  | 28  | 29  | 30  | 31  |     |

| Juni | Juni | Juni | Juni | Juni | Juni | Juni | Juni |
| Kw   | Mo   | Di   | Mi   | Do   | Fr   | Sa   | So   |
| ---- | ---- | ---- | ---- | ---- | ---- | ---- | ---- |
| 22   |      |      |      |      |      |      | 1    |
| 23   | 2    | 3    | 4    | 5    | 6    | 7    | 8    |
| 24   | 9    | 10   | 11   | 12   | 13   | 14   | 15   |
| 25   | 16   | 17   | 18   | 19   | 20   | 21   | 22   |
| 26   | 23   | 24   | 25   | 26   | 27   | 28   | 29   |
| 27   | 30   |      |      |      |      |      |      |

| Juli | Juli | Juli | Juli | Juli | Juli | Juli | Juli |
| Kw   | Mo   | Di   | Mi   | Do   | Fr   | Sa   | So   |
| ---- | ---- | ---- | ---- | ---- | ---- | ---- | ---- |
| 27   |      | 1    | 2    | 3    | 4    | 5    | 6    |
| 2    | 7    | 8    | 9    | 10   | 11   | 12   | 13   |
| 29   | 14   | 15   | 16   | 17   | 18   | 19   | 20   |
| 30   | 21   | 22   | 23   | 24   | 25   | 26   | 27   |
| 31   | 28   | 29   | 30   | 31   |      |      |      |

| August | August | August | August | August | August | August | August |
| Kw     | Mo     | Di     | Mi     | Do     | Fr     | Sa     | So     |
| ------ | ------ | ------ | ------ | ------ | ------ | ------ | ------ |
| 31     |        |        |        |        | 1      | 2      | 3      |
| 32     | 4      | 5      | 6      | 7      | 8      | 9      | 10     |
| 33     | 11     | 12     | 13     | 14     | 15     | 16     | 17     |
| 34     | 18     | 19     | 20     | 21     | 22     | 23     | 24     |
| 35     | 25     | 26     | 27     | 28     | 29     | 30     | 31     |

| September | September | September | September | September | September | September | September |
| Kw        | Mo        | Di        | Mi        | Do        | Fr        | Sa        | So        |
| --------- | --------- | --------- | --------- | --------- | --------- | --------- | --------- |
| 36        | 1         | 2         | 3         | 4         | 5         | 6         | 7         |
| 37        | 8         | 9         | 10        | 11        | 12        | 13        | 14        |
| 38        | 15        | 16        | 17        | 18        | 19        | 20        | 21        |
| 39        | 22        | 23        | 24        | 25        | 26        | 27        | 28        |
| 40        | 29        | 30        |           |           |           |           |           |

| Oktober | Oktober | Oktober | Oktober | Oktober | Oktober | Oktober | Oktober |
| Kw      | Mo      | Di      | Mi      | Do      | Fr      | Sa      | So      |
| ------- | ------- | ------- | ------- | ------- | ------- | ------- | ------- |
| 40      |         |         | 1       | 2       | 3       | 4       | 5       |
| 41      | 6       | 7       | 8       | 9       | 10      | 11      | 12      |
| 42      | 13      | 14      | 15      | 16      | 17      | 18      | 19      |
| 43      | 20      | 21      | 22      | 23      | 24      | 25      | 26      |
| 44      | 27      | 28      | 29      | 30      | 31      |         |         |

| November | November | November | November | November | November | November | November |
| Kw       | Mo       | Di       | Mi       | Do       | Fr       | Sa       | So       |
| -------- | -------- | -------- | -------- | -------- | -------- | -------- | -------- |
| 44       |          |          |          |          |          | 1        | 2        |
| 45       | 3        | 4        | 5        | 6        | 7        | 8        | 9        |
| 46       | 10       | 11       | 12       | 13       | 14       | 15       | 16       |
| 47       | 17       | 18       | 19       | 20       | 21       | 22       | 23       |
| 48       | 24       | 25       | 26       | 27       | 28       | 29       | 30       |

| Dezember | Dezember | Dezember | Dezember | Dezember | Dezember | Dezember | Dezember |
| Kw       | Mo       | Di       | Mi       | Do       | Fr       | Sa       | So       |
| -------- | -------- | -------- | -------- | -------- | -------- | -------- | -------- |
| 49       | 1        | 2        | 3        | 4        | 5        | 6        | 7        |
| 50       | 8        | 9        | 10       | 11       | 12       | 13       | 14       |
| 51       | 15       | 16       | 17       | 18       | 19       | 20       | 21       |
| 52       | 22       | 23       | 24       | 25       | 26       | 27       | 28       |
| 1        | 29       | 30       | 31       |          |          |          |          |

| Januar | Januar | Januar | Januar | Januar | Januar | Januar | Januar |
| Kw     | Mo     | Di     | Mi     | Do     | Fr     | Sa     | So     |
| ------ | ------ | ------ | ------ | ------ | ------ | ------ | ------ |
| 1      |        |        | 1      | 2      | 3      | 4      | 5      |
| 2      | 6      | 7      | 8      | 9      | 10     | 11     | 12     |
| 3      | 13     | 14     | 15     | 16     | 17     | 18     | 19     |
| 4      | 20     | 21     | 22     | 23     | 24     | 25     | 26     |
| 5      | 27     | 28     | 29     | 30     | 31     |        |        |

| Februar | Februar | Februar | Februar | Februar | Februar | Februar | Februar |
| Kw      | Mo      | Di      | Mi      | Do      | Fr      | Sa      | So      |
| ------- | ------- | ------- | ------- | ------- | ------- | ------- | ------- |
| 5       |         |         |         |         |         | 1       | 2       |
| 6       | 3       | 4       | 5       | 6       | 7       | 8       | 9       |
| 7       | 10      | 11      | 12      | 13      | 14      | 15      | 16      |
| 8       | 17      | 18      | 19      | 20      | 21      | 22      | 23      |
| 9       | 24      | 25      | 26      | 27      | 28      |         |         |

| März | März | März | März | März | März | März | März |
| Kw   | Mo   | Di   | Mi   | Do   | Fr   | Sa   | So   |
| ---- | ---- | ---- | ---- | ---- | ---- | ---- | ---- |
| 9    |      |      |      |      |      | 1    | 2    |
| 10   | 3    | 4    | 5    | 6    | 7    | 8    | 9    |
| 11   | 10   | 11   | 12   | 13   | 14   | 15   | 16   |
| 12   | 17   | 18   | 19   | 20   | 21   | 22   | 23   |
| 1    | 24   | 25   | 26   | 27   | 28   | 29   | 30   |
| 14   | 31   |      |      |      |      |      |      |

| April | April | April | April | April | April | April | April |
| Kw    | Mo    | Di    | Mi    | Do    | Fr    | Sa    | So    |
| ----- | ----- | ----- | ----- | ----- | ----- | ----- | ----- |
| 14    |       | 1     | 2     | 3     | 4     | 5     | 6     |
| 15    | 7     | 8     | 9     | 10    | 11    | 12    | 13    |
| 16    | 14    | 15    | 16    | 17    | 18    | 19    | 20    |
| 17    | 21    | 22    | 23    | 24    | 25    | 26    | 27    |
| 18    | 28    | 29    | 30    |       |       |       |       |

| Mai | Mai | Mai | Mai | Mai | Mai | Mai | Mai |
| Kw  | Mo  | Di  | Mi  | Do  | Fr  | Sa  | So  |
| --- | --- | --- | --- | --- | --- | --- | --- |
| 18  |     |     |     | 1   | 2   | 3   | 4   |
| 19  | 5   | 6   | 7   | 8   | 9   | 10  | 11  |
| 20  | 12  | 13  | 14  | 15  | 16  | 17  | 18  |
| 21  | 19  | 20  | 21  | 22  | 23  | 24  | 25  |
| 22  | 26  | 27  | 28  | 29  | 30  | 31  |     |

| Juni | Juni | Juni | Juni | Juni | Juni | Juni | Juni |
| Kw   | Mo   | Di   | Mi   | Do   | Fr   | Sa   | So   |
| ---- | ---- | ---- | ---- | ---- | ---- | ---- | ---- |
| 22   |      |      |      |      |      |      | 1    |
| 23   | 2    | 3    | 4    | 5    | 6    | 7    | 8    |
| 24   | 9    | 10   | 11   | 12   | 13   | 14   | 15   |
| 25   | 16   | 17   | 18   | 19   | 20   | 21   | 22   |
| 26   | 23   | 24   | 25   | 26   | 27   | 28   | 29   |
| 27   | 30   |      |      |      |      |      |      |

| Juli | Juli | Juli | Juli | Juli | Juli | Juli | Juli |
| Kw   | Mo   | Di   | Mi   | Do   | Fr   | Sa   | So   |
| ---- | ---- | ---- | ---- | ---- | ---- | ---- | ---- |
| 27   |      | 1    | 2    | 3    | 4    | 5    | 6    |
| 2    | 7    | 8    | 9    | 10   | 11   | 12   | 13   |
| 29   | 14   | 15   | 16   | 17   | 18   | 19   | 20   |
| 30   | 21   | 22   | 23   | 24   | 25   | 26   | 27   |
| 31   | 28   | 29   | 30   | 31   |      |      |      |

| August | August | August | August | August | August | August | August |
| Kw     | Mo     | Di     | Mi     | Do     | Fr     | Sa     | So     |
| ------ | ------ | ------ | ------ | ------ | ------ | ------ | ------ |
| 31     |        |        |        |        | 1      | 2      | 3      |
| 32     | 4      | 5      | 6      | 7      | 8      | 9      | 10     |
| 33     | 11     | 12     | 13     | 14     | 15     | 16     | 17     |
| 34     | 18     | 19     | 20     | 21     | 22     | 23     | 24     |
| 35     | 25     | 26     | 27     | 28     | 29     | 30     | 31     |

| September | September | September | September | September | September | September | September |
| Kw        | Mo        | Di        | Mi        | Do        | Fr        | Sa        | So        |
| --------- | --------- | --------- | --------- | --------- | --------- | --------- | --------- |
| 36        | 1         | 2         | 3         | 4         | 5         | 6         | 7         |
| 37        | 8         | 9         | 10        | 11        | 12        | 13        | 14        |
| 38        | 15        | 16        | 17        | 18        | 19        | 20        | 21        |
| 39        | 22        | 23        | 24        | 25        | 26        | 27        | 28        |
| 40        | 29        | 30        |           |           |           |           |           |

| Oktober | Oktober | Oktober | Oktober | Oktober | Oktober | Oktober | Oktober |
| Kw      | Mo      | Di      | Mi      | Do      | Fr      | Sa      | So      |
| ------- | ------- | ------- | ------- | ------- | ------- | ------- | ------- |
| 40      |         |         | 1       | 2       | 3       | 4       | 5       |
| 41      | 6       | 7       | 8       | 9       | 10      | 11      | 12      |
| 42      | 13      | 14      | 15      | 16      | 17      | 18      | 19      |
| 43      | 20      | 21      | 22      | 23      | 24      | 25      | 26      |
| 44      | 27      | 28      | 29      | 30      | 31      |         |         |

| November | November | November | November | November | November | November | November |
| Kw       | Mo       | Di       | Mi       | Do       | Fr       | Sa       | So       |
| -------- | -------- | -------- | -------- | -------- | -------- | -------- | -------- |
| 44       |          |          |          |          |          | 1        | 2        |
| 45       | 3        | 4        | 5        | 6        | 7        | 8        | 9        |
| 46       | 10       | 11       | 12       | 13       | 14       | 15       | 16       |
| 47       | 17       | 18       | 19       | 20       | 21       | 22       | 23       |
| 48       | 24       | 25       | 26       | 27       | 28       | 29       | 30       |

| Dezember | Dezember | Dezember | Dezember | Dezember | Dezember | Dezember | Dezember |
| Kw       | Mo       | Di       | Mi       | Do       | Fr       | Sa       | So       |
| -------- | -------- | -------- | -------- | -------- | -------- | -------- | -------- |
| 49       | 1        | 2        | 3        | 4        | 5        | 6        | 7        |
| 50       | 8        | 9        | 10       | 11       | 12       | 13       | 14       |
| 51       | 15       | 16       | 17       | 18       | 19       | 20       | 21       |
| 52       | 22       | 23       | 24       | 25       | 26       | 27       | 28       |
| 1        | 29       | 30       | 31       |          |          |          |          |

## Ereignisse

### Politik und Weltgeschehen

#### Süd- und Westeuropa
- 14. Januar: In der Batalha de Linha de Elvas gelingt es den Portugiesen, einen Vorstoß spanischer Truppen abzuwehren. Es handelt sich um eine der entscheidenden Schlachten für Portugal im Restaurationskrieg um die Unabhängigkeit von Spanien.
- 7. November: Der seit 1635 geführte Pyrenäenkrieg zwischen Frankreich und Spanien wird auf der Isla de los Faisanes im Fluss Bidasoa mit dem so genannten Pyrenäenfrieden beendet. Spanien muss Teile des Artois, Flanderns, des Hennegaus und Luxemburgs sowie Nordkatalonien an Frankreich abtreten. Auch Roussillon fällt an Frankreich. Die Pyrenäen werden als neue Grenze zwischen den beiden Ländern festgelegt. Außerdem wird Maria Teresa, die Tochter König Philipps IV. von Spanien, mit Ludwig XIV. von Frankreich verheiratet. Der Pyrenäenfrieden markiert die Ablösung Spaniens als stärkste europäische Landmacht durch Frankreich.
- Spanien intensiviert nach dem Friedensschluss den seit 1640 schwelenden Restaurationskrieg gegen Portugal um spanische Ansprüche auf den portugiesischen Thron. Frankreich unterstützt Portugal jedoch hinter den Kulissen weiter gegen den bisherigen Kriegsgegner. Auch von England, das sich mit Spanien seit 1655 im Krieg befindet, erhält Portugal finanzielle und strategische Unterstützung.

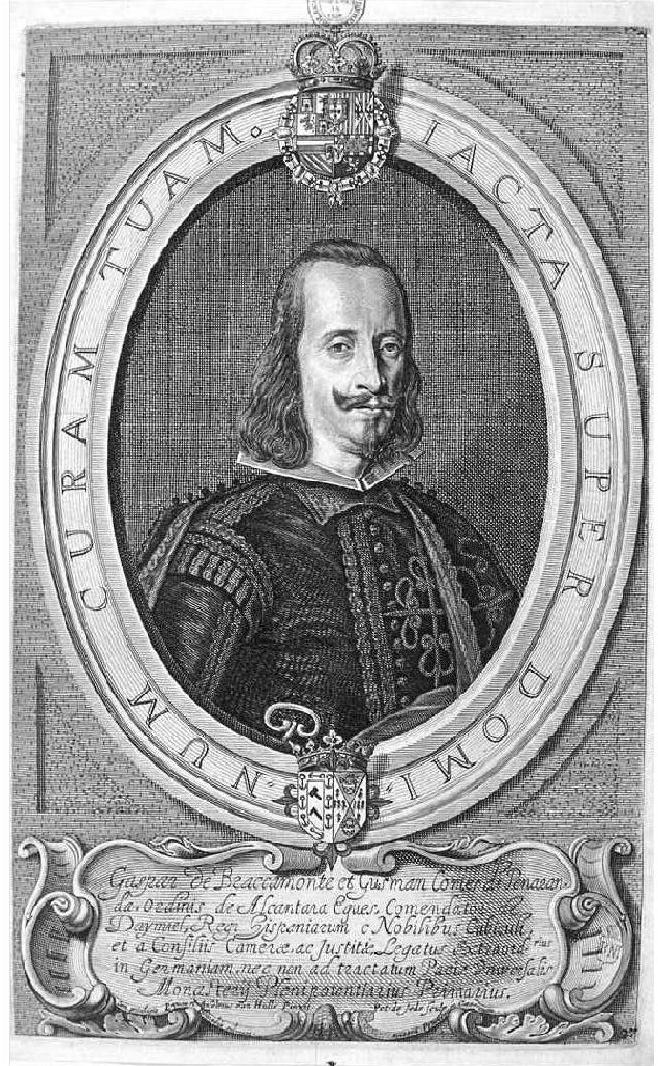
Gaspar de Bracamonte y Guzmán

- Gaspar de Bracamonte y Guzmán wird Vizekönig von Neapel.

#### Nord-, Mittel- und Osteuropa
- 7. Juli: Bei Konotop brachte das vereinte ukrainisch-polnisch-krimtatarische Heer unter Iwan Wyhowskyj den Truppen Moskaus eine Niederlage bei.

#### England
- 25. Mai: In England wird Richard Cromwell zur Abdankung als Lordprotektor gezwungen. Cromwells Abdankung und sein Gang ins Exil macht den Weg frei für die Stuart-Restauration und die Krönung Karls II. im kommenden Jahr.

#### Zweiter Nordischer Krieg
- 21. Januar: Friedrich Wilhelm von Brandenburg schließt ein Schutz- und Trutzbündnis mit Dänemark-Norwegen.
- 11. Februar: Nach sechsmonatiger Belagerung erfolgt ein schwedischer Großangriff auf Kopenhagen, dem die dänischen Verteidiger jedoch standhalten können.
- 14. November: Ein schwedischer Angriff auf das von König Friedrich III. regierte Dänemark wird mit niederländischer und brandenburgischer Hilfe bei Nyborg abgewehrt.

#### Amerikanische Kolonien
- 20. September: Aufgrund eines Missverständnisses beginnt der Erste Esopus-Krieg zwischen der niederländischen Kolonie Nieuw Nederland und dem Stamm der Esopus.
- 30. September: Petrus Stuyvesant, der Gouverneur von Nieuw Nederland, verbietet das Tennisspiel während der Gottesdienstzeiten.
- 11. Dezember: Das Herzogtum Kurland gibt seine überseeische Besitzung Neukurland (das heutige Tobago) nach vorausgegangener Zerstörung und Einnahme durch die Holländer auf.
- Siedler aus Old Saybrook gründen die Siedlung Norwich im heutigen Connecticut.

### Wirtschaft
- In Tübingen wird durch die Heirat von Johann Georg Cotta mit der Witwe des Buchhändlers Philibert Brunn die Cotta’sche Verlagsbuchhandlung gegründet. Die Buchhandlung hat eine enge Verbindung zur Universität Tübingen und gibt Bücher aus den Bereichen Jura, Philosophie und Theologie heraus.

### Wissenschaft und Technik
- Der niederländische Verleger, Kupferstecher und Kartograph Frederik de Wit veröffentlicht seine erste Karte, eine Karte von Dänemark.
- Geschichte des Geigenbaus in Klingenthal: die ersten Exulanten wandern von Böhmen nach Klingenthal ein und führen dort den Geigenbau ein.

### Kultur

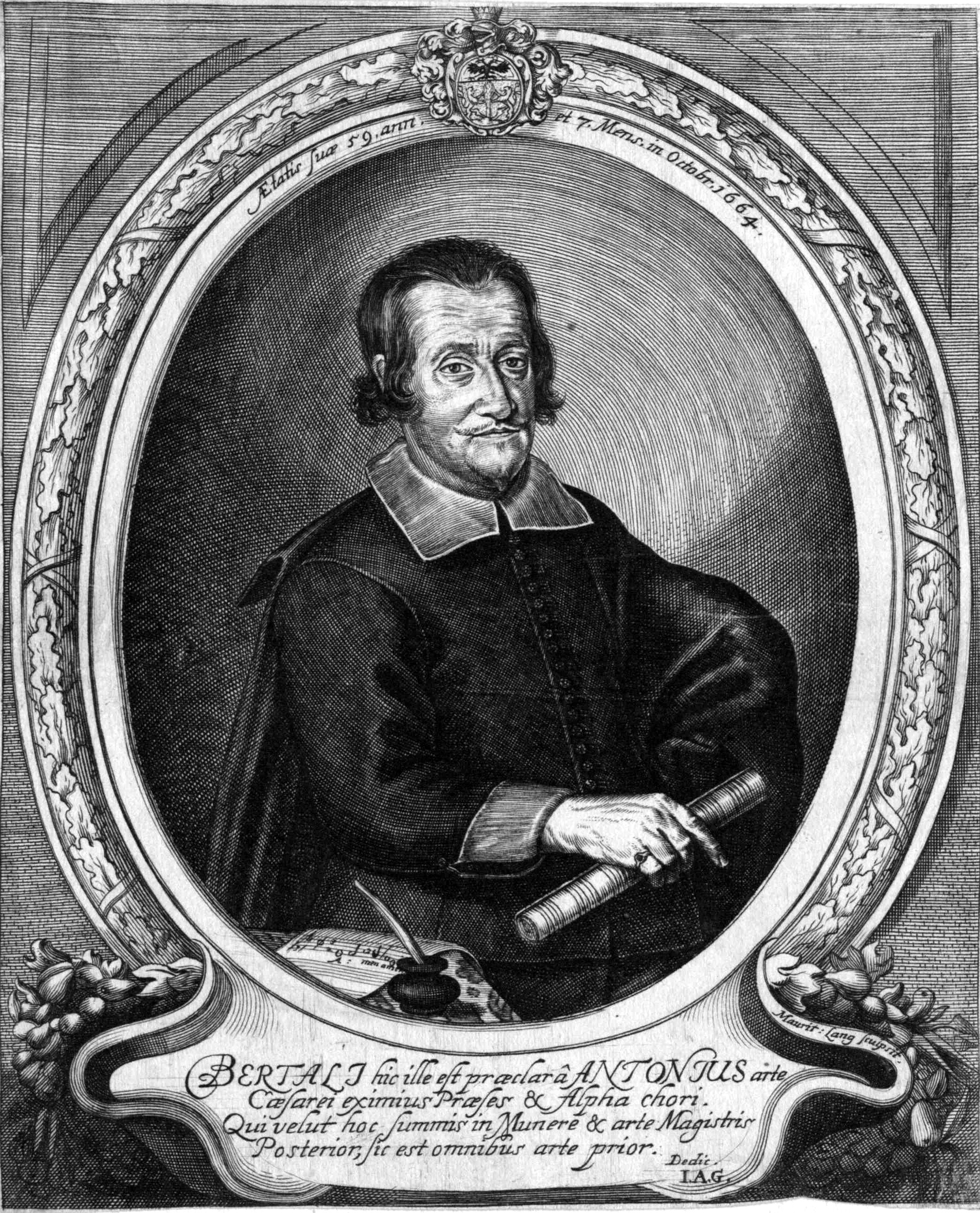
Antonio Bertali

- 19. Februar: Die Uraufführung des Dramas Il Re Gilidoro Favola von Antonio Bertali findet an der Hofburg in Wien statt.
- 18. November: Im Anschluss an die Tragödie Cinna von Pierre Corneille wird die Komödie Les Précieuses ridicules (Die lächerlichen Preziösen) von Molière mit großem Erfolg am Théâtre du Petit-Bourbon in Paris uraufgeführt.
- Das Hôtel Salé, ein Stadtpalais im Stil eines hôtel particulier in Paris, wird fertiggestellt.

## Historische Karten und Ansichten

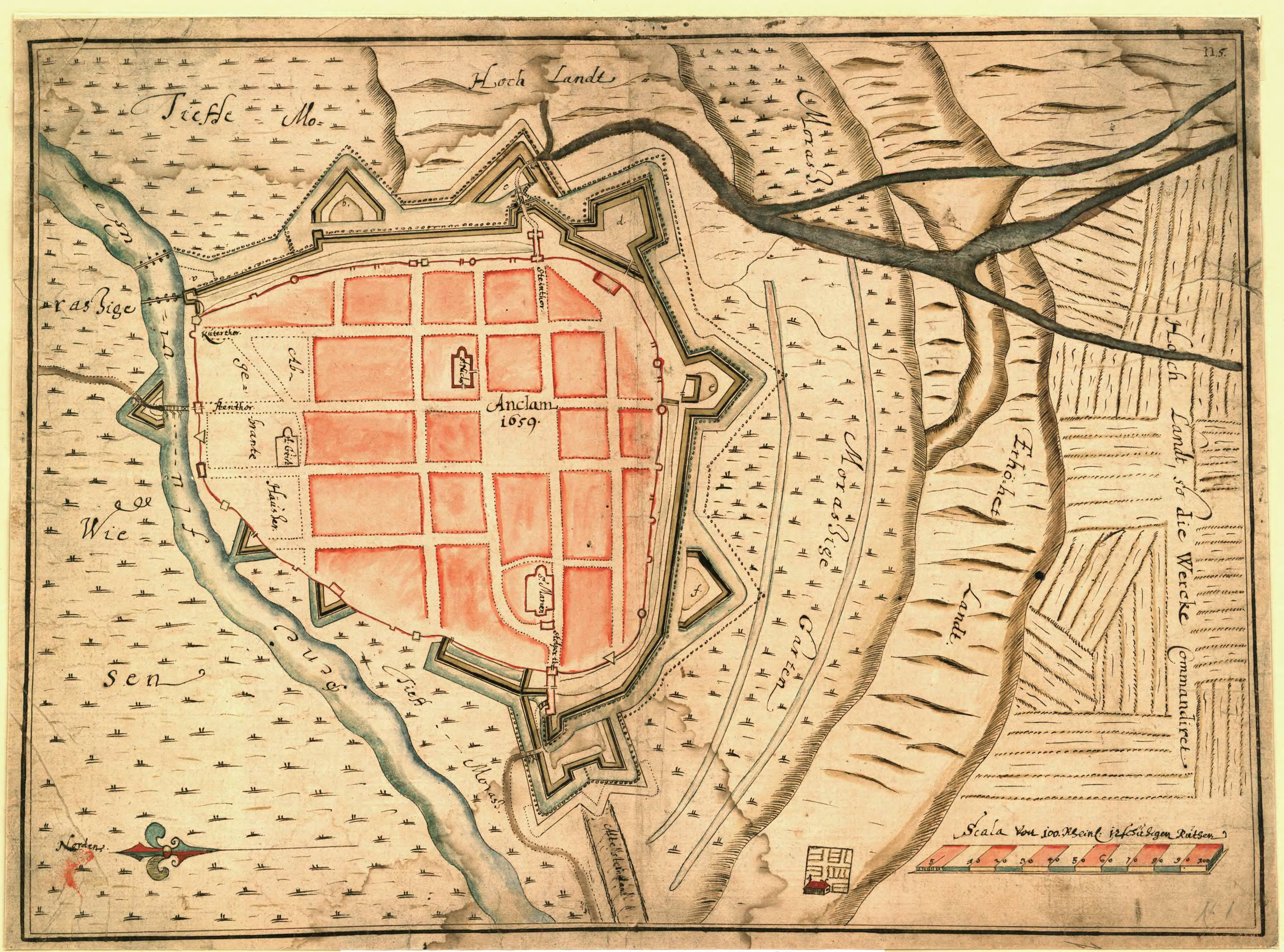
Anklam 1659

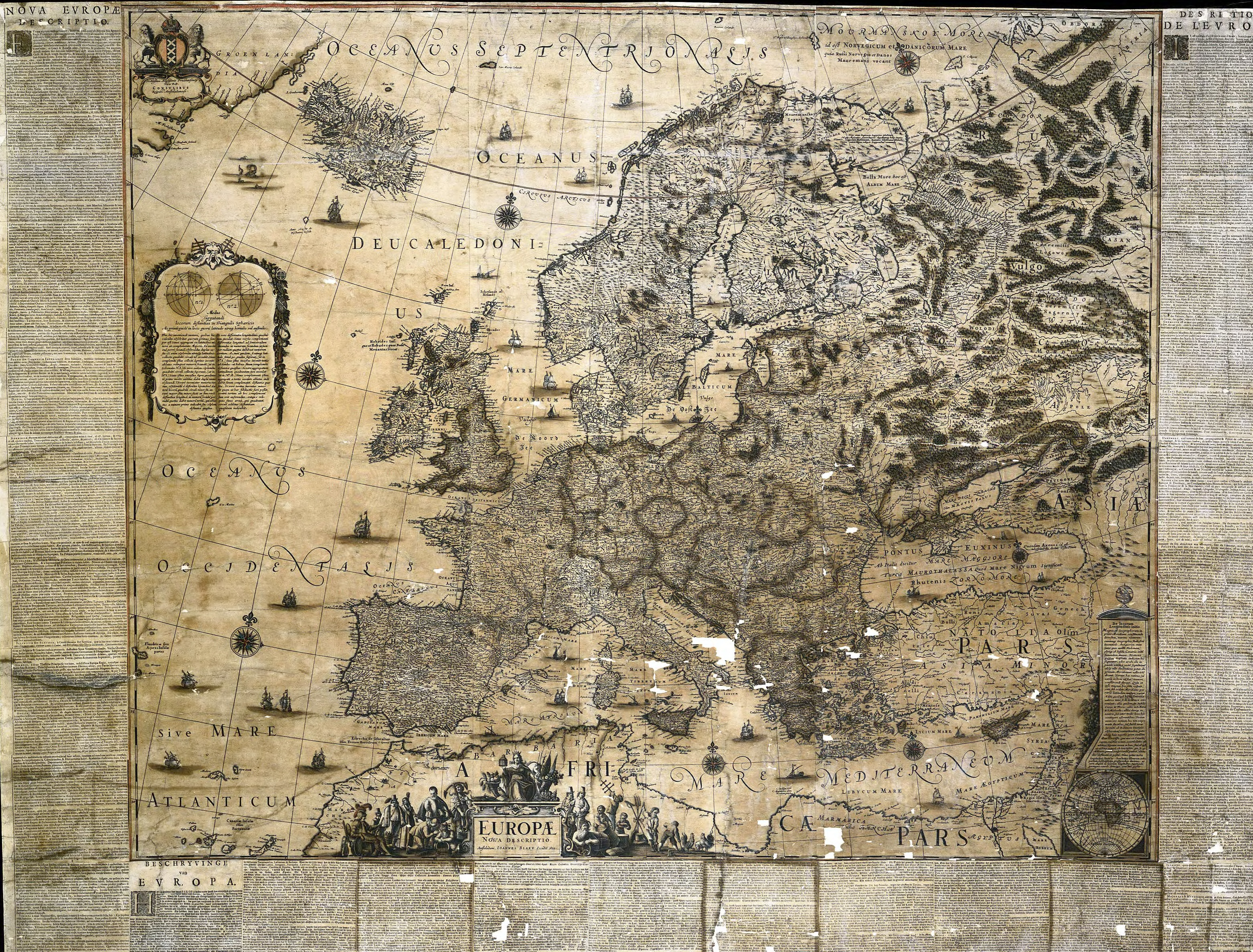
Europakarte des Jahres 1659 von Joan Blaeu

## Geboren

### Erstes Halbjahr
- 09. Januar: Balthasar Erdmann von Promnitz, deutscher Gutsbesitzer und Pietist († 1703)
- 13. Januar: Johann Arnold Nering, kurfürstlich brandenburgischer Baumeister († 1695)
- 21. Januar: Adriaen van der Werff, niederländischer Maler († 1722)
- 28. Januar: Johann Christian Schröter, deutscher Rechtswissenschaftler († 1731)
- 000Januar: Gabriel Bergier, Schweizer evangelischer Geistlicher und Hochschullehrer († 1736)
- 01. Februar: Jakob Roggeveen, niederländischer Seefahrer und Entdecker († 1729)
- 02. Februar: Georg Ermel, deutscher Pädagoge († 1745)
- 16. Februar: Peter Lackmann, deutscher evangelischer Theologe und geistlicher Lieddichter († 1713)
- 000Februar: Johann Heinrich Fäsi, Schweizer evangelischer Geistlicher († 1745)
- 27. März: Thomas Bartholin d. J., Königlicher Archivar in Kopenhagen († 1690)
- 29. April: Sophia Brenner, schwedische Schriftstellerin deutscher Abstammung († 1730)
- 15. Mai: Hans Karl von Königsmarck, deutsch-schwedischer Offizier, protestantischer Malteserritter und Abenteurer († 1686)
- 16. Mai: Campegius Vitringa der Ältere, niederländischer reformierter Theologe († 1722)
- 31. Mai: Adam Herold, deutscher Pädagoge und evangelischer Theologe († 1711)
- 11. Juni: Yamamoto Tsunetomo, japanischer Samurai und Autor († 1719)

### Zweites Halbjahr
- 06. Juli: Albrecht Wolfgang zu Hohenlohe-Neuenstein, Graf zu Hohenlohe-Langenburg († 1715)
- 18. Juli: Hyacinthe Rigaud, französischer Porträtmaler († 1743)
- 23. Juli: Antonius Schultingh, niederländischer Rechtswissenschaftler († 1734)
- 28. Juli: Charles Ancillon, französisch-deutscher Jurist und Diplomat († 1715)
- 01. August (getauft): Sebastiano Ricci, italienischer Maler († 1734)
- 01. September: Domenico Egidio Rossi, italienischer Architekt und Baumeister († 1715)
- 12. September: Ferdinand Wilhelm, Herzog von Württemberg, deutscher Heerführer und Generalfeldmarschall († 1701)
- 20. September: Johann Sigmund von Kuenburg, Fürstbischof von Lavant und Fürstbischof von Chiemsee († 1711)
- 29. September: Johann Jänichen, deutscher Pädagoge und Dichter († 1731)
- 17. Oktober: Sophie Wilhelmine von Ostfriesland, Herzogin von Württemberg-Oels († 1698)
- 22. Oktober: Georg Ernst Stahl, Chemiker und Mediziner († 1734)
- 11. November: Johann Gottfried von Berger, deutscher Mediziner († 1736)
- 12. Dezember: Francesco Galli da Bibiena, italienischer Szenograph, Architekt, Bühnenbildner und Dekorationsmaler († 1739)

### Genaues Geburtsdatum unbekannt
- Pieter van der Aa, niederländischer  Buchdrucker, Verleger, Buchhändler und Kupferstecher († 1733)
- Pjotr Matwejewitsch Apraxin, russischer Generalleutnant († 1728)
- Samuel Dale, englischer Arzt und Botaniker († 1739)
- Johanna Ursula von Geusau, deutsche Kirchenlieddichterin († 1718)
- Hortensia Gugelberg von Moos, Schweizer Ärztin, Publizistin, Forscherin und Schriftstellerin aus dem Kanton Graubünden († 1715)
- Henry Purcell, englischer Komponist († 1695)

## Gestorben

### Erstes Halbjahr
- 14. Januar: Henri II. de Savoie-Nemours, Herzog von Nemours (* 1625)
- 15. Januar: Georg von Frantzke, deutscher Jurist und Hofbeamter (* 1594)
- 15. Januar: Juliane von Hessen-Darmstadt, Gräfin und Regentin von Ostfriesland (* 1606)
- 06. Februar: Juan Bautista de Poza, spanischer Theologe (* 1588)
- 11. Februar: Erik Stenbock, schwedischer Generalmajor (* 1612)
- 12. Februar: Magdalena Sibylle von Preußen, Kurfürstin von Sachsen (* 1586)
- 12. Februar: Abel Servien, französischer Diplomat und Staatsmann (* 1593)
- 17. Februar: Valerio Castello, italienischer Maler und Freskant (* 1624)
- 15. März: Ádám Batthyány, ungarischer Adliger und General (* 1609)
- 24. März: Ferdinand Sigismund Kurtz von Senftenau, Reichsvizekanzler des Heiligen Römischen Reiches (* 1592)
- 29. März: Gottfried Suevus der Ältere, polnischer Rechtswissenschaftler (* 1615)
- 15. April: Simon Dach, deutscher Dichter (* 1605)
- 23. April: Erasmus Ungebaur, deutscher Rechtswissenschaftler (* 1582)
- 24. April: Matthaeus von Wesenbeck, brandenburgischer Staatsmann (* 1600)
- 06. Mai: Anna Eleonore von Hessen-Darmstadt, Regentin von Braunschweig-Lüneburg (* 1601)
- 12. Mai: Johann Wachmann der Ältere, Syndicus der Freien Hansestadt Bremen (* 1592)
- 21. Mai: Philipp von Horn, pommerscher Kanzler und brandenburgischer Staatsmann (* um 1595)
- 29. Mai: Robert Rich, 3. Earl of Warwick, englischer Adeliger (* 1611)
- 23. Juni: Hyojong, 17. König der Joseon-Dynastie in Korea (* 1619)
- 26. Juni: García Sarmiento de Sotomayor, spanischer Offizier und Kolonialverwalter, Vizekönig von Neuspanien und Vizekönig von Peru (* um 1595)
- 30. Juni: Paul Cleritz, italienischer Steinmetzmeister und Bildhauer (* 1613)

### Zweites Halbjahr
- 01. Juli: Johannes Crocius, deutscher reformierter Theologe (* 1590)
- 10. August: Friedrich III., Herzog von Schleswig-Holstein-Gottorf (* 1597)
- 12. August: Dara Shikoh, Sohn des Großmoguls Shah Jahan, religiöser Denker, Mystiker und Dichter (* 1615)
- 05. September: Pieter de Carpentier, Generalgouverneur von Niederländisch-Ostindien (* 1586)
- 07. September: Hans Jakob Zörnlin, Schweizer Offizier in fremden Diensten und Beamter (* 1588)
- 27. September: Andreas Tscherning, deutscher Lyriker und Literaturtheoretiker (* 1611)
- 30. September: Giovanni Pesaro, 103. Doge von Venedig (* 1589)
- 01. Oktober: Juan de Palafox y Mendoza, spanischer Bischof der katholischen Kirche und Vizekönig von Neuspanien (* 1600)
- 01. Oktober: Nikolaus Pompeius, deutscher Philologe und Mathematiker (* 1591)

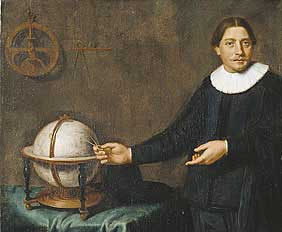
Abel Tasman, Ausschnitt aus einem Gemälde von Jacob Cuyp, 1637

- 10. Oktober: Abel Tasman, niederländischer Seefahrer (* 1603)
- 31. Oktober: John Bradshaw, englischer Politiker und Richter (* 1602)
- 09. Dezember: Barbara Ordeneck, Opfer der Hexenverfolgung in Camberg (* um 1600)
- 12. Dezember: Guillaume de Lamboy, kaiserlicher Feldherr (* um 1590)
- 19. Dezember: Anna Sophia von Brandenburg, Herzogin von Braunschweig-Lüneburg und Fürstin von Braunschweig-Wolfenbüttel (* 1598)
- 25. Dezember: Johann Georg Dorsche, deutscher lutherischer Theologe (* 1597)

### Genaues Todesdatum unbekannt
- Salomon Coster, niederländischer Uhrmacher (* um 1622)
- Anne Greene, englisches Dienstmädchen und Überlebende einer Hinrichtung (* 1628)
- Wyandanch, Sachem der Montaukett (* 1571)